# 学校标识码
学校（机构）标识码，通称学校标识码，是中华人民共和国教育部为各级各类学校及其他教育机构制定的唯一的、始终不变的10位数字标识码。

## 编码规则
学校（机构）标识码由2位学校类别码、2位省级行政区划代码和6位序号组成，其中高等教育机构的序号是〇加原五位学校编码。
| 学校类别 | 学校类别 | 地区代码 | 地区代码 | 序号 | 序号 | 序号 | 序号 | 序号 | 序号 |

### 学校类别
| 编号 | 类别     | 类别                   |
| ---- | -------- | ---------------------- |
| 11   | 学前教育 | 幼儿园                 |
| 21   | 小学教育 | 普通小学               |
| 22   | 小学教育 | 成人小学               |
| 31   | 中等教育 | 普通初中               |
| 32   | 中等教育 | 职业初中               |
| 33   | 中等教育 | 成人初中               |
| 34   | 中等教育 | 普通高中或完全中学     |
| 35   | 中等教育 | 成人高中               |
| 36   | 中等教育 | 中等职业学校           |
| 37   | 中等教育 | 工读学校               |
| 41   | 高等教育 | 普通高等学校           |
| 42   | 高等教育 | 成人高等学校           |
| 51   | 特殊教育 | 特殊教育               |
| 91   | 其他机构 | 培养研究生的科研机构   |
| 92   | 其他机构 | 民办的其他高等教育机构 |
| 93   | 其他机构 | 中等职业培训机构       |